# Massacre du fort de Côte-Lorette
Le massacre du fort de Côte-Lorette ou massacre de Saint-Genis-Laval est l'exécution par les occupants allemands d'environ 120 détenus de la prison Montluc au fort de Côte-Lorette à Saint-Genis-Laval le 20 août 1944.

## Contexte
Après le débarquement de Normandie le 6 juin 1944 et celui de Provence le 15 août, la défaite du troisième Reich se précise et les forces d'occupation nazies intensifient la fréquence et la violence des tueries dont ils se rendent coupables. Selon Henri Amouroux, « Montluc est le vivier où les Allemands puisent, quand bon leur semble, qui bon leur semble, ceux qu'ils veulent tuer » . Dans les mois qui précèdent la libération de Lyon, plusieurs centaines de détenus de la prison sont exécutés arbitrairement, dont une centaine de Juifs entre le 17 et le 21 août à l'aérodrome de Bron .

## Déroulement
Le matin du 20 août 1944, la Sicherheitspolizei de Lyon, dirigée par Werner Knab et Klaus Barbie, extrait environ 120 détenus de la prison Montluc. Les otages sont emmenés dans deux cars, accompagnés de six voitures dans lesquelles se trouvent des Allemands et des miliciens français, au fort de Côte-Lorette à Saint-Genis-Laval, où ils arrivent vers 8h30.
Les otages sont fusillés par petits groupes dans la maison du garde attenante au fort. Un seul, un « malgré-nous »  du nom de René Wehrlen, peut s'échapper sans être repris.
Après la fusillade, les bourreaux incendient la maison avec de l'essence et du phosphore, puis la font exploser. Parmi les victimes, on compte plusieurs figures de la résistance locale, comme Daisy Georges-Martin, François Boursier et Roger Radisson. Mais on ignore encore l'identité de bon nombre de victimes.

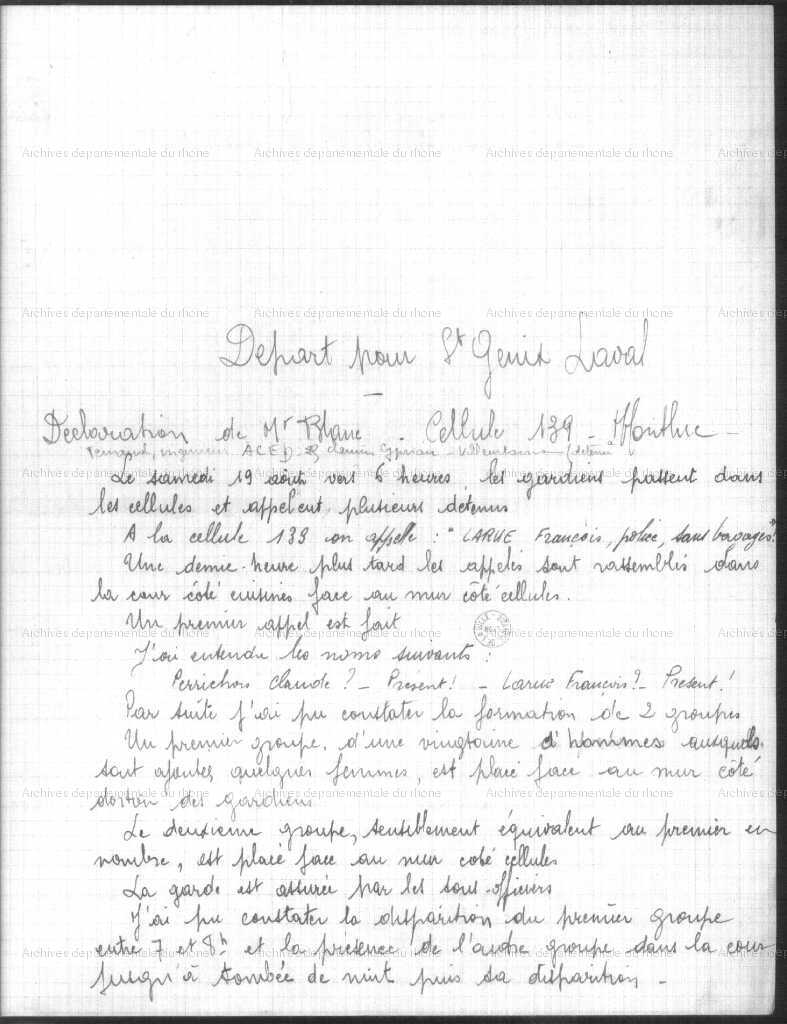
Déposition d'un prisonnier de la prison Montluc avant le massacre (page 1)
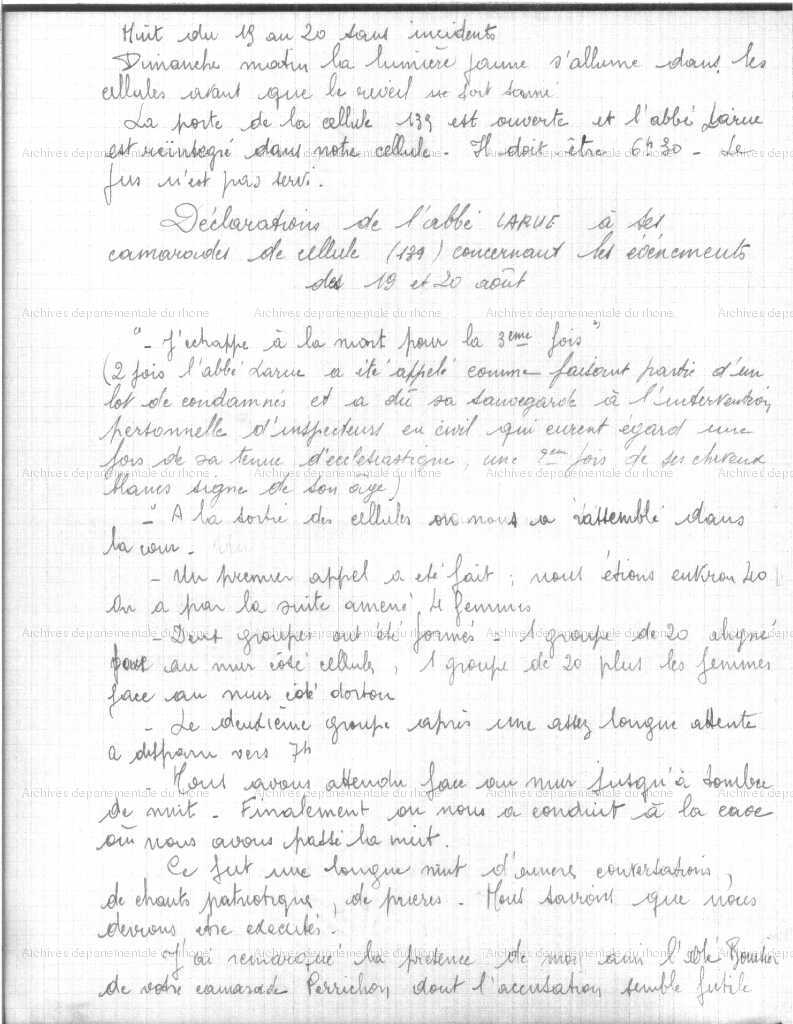
Déposition d'un prisonnier de la prison Montluc avant le massacre (page 2)
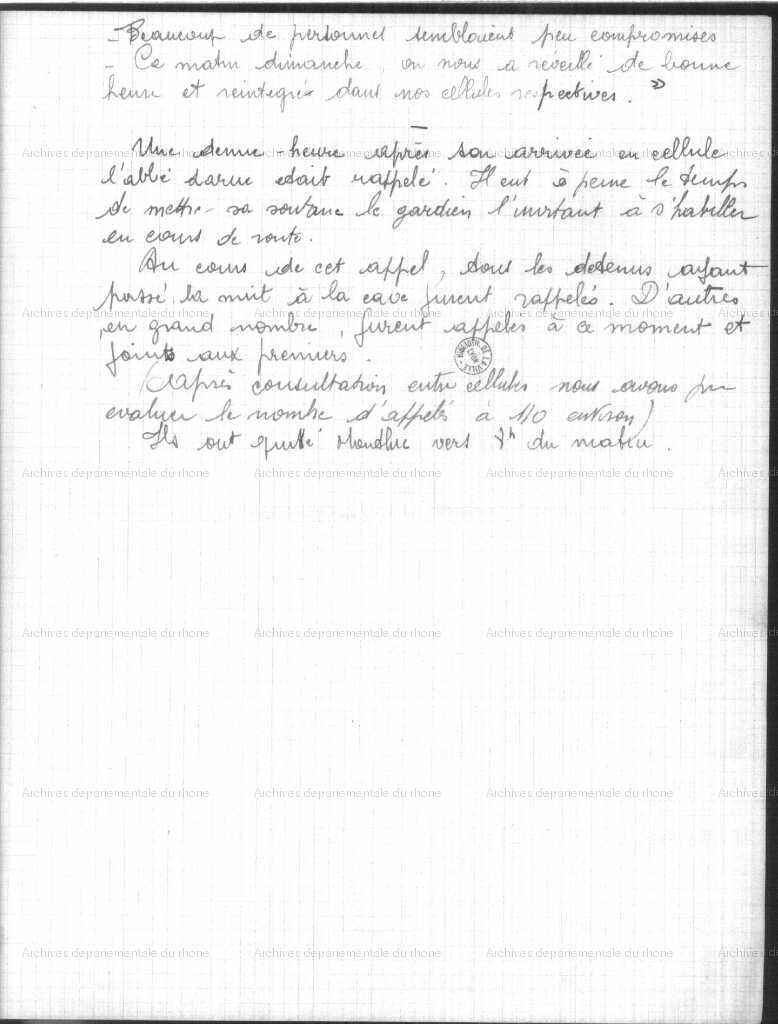
Déposition d'un prisonnier de la prison Montluc avant le massacre (page 3)

## Conséquences
En représailles, et dans le but de sauver le millier de prisonniers détenus à Montluc, le commissaire de la République Yves Farge donne l'ordre d'exécuter 84 prisonniers allemands aux mains des Forces françaises de l'intérieur en Haute-Savoie. Il fait savoir par courrier à Werner Knab que toute nouvelle exécution de prisonniers français entraînerait l'exécution d'otages allemands, dont le chef d'un contingent de police capturé par les FFI dans la Loire. Le 23 août au soir, le préfet André Boutemy donne les clés de Montluc à Yves Farge. La prison est libérée onze jours avant la libération de Lyon qui a lieu le 3 septembre 1944. Quarante-quatre prisonniers allemands sont exécutés le 28 août à Annecy, et quarante autres au château d'Habère-Lullin le 2 septembre, sur les lieux où les nazis avaient abattu 25 jeunes le soir de Noël 1943.
Le 21 août, une équipe mortuaire de la Croix-Rouge arrive sur place pour dégager et identifier les corps. Les restes sont placés dans 88 cercueils, mais le nombre précis de victimes est inconnu, certains des cercueils ne contenant que des fragments osseux et des débris. En 2014, le travail d'identification n'est pas terminé : un peu plus de 80 victimes seulement ont été identifiées.
Le 22 août, le cardinal Gerlier exprime son indignation à Knab dans un courrier où il affirme qu'il est « indigne d’une civilisation chrétienne ou simplement humaine, de mettre à mort de cette manière »  et que « ceux qui en portent la responsabilité sont à jamais déshonorés aux yeux de l’humanité » . Des obsèques sont célébrées à Saint-Genis-Laval le 23 août en présence de Gerlier, alors que les Allemands occupent encore la ville.
Chaque année, la commune de Saint-Genis-Laval organise fin août une cérémonie officielle de commémoration.
L'ASPAL se charge encore aujourd'hui de collecter des archives et de retrouver les familles des victimes pour cette commémoration. Selon Monique Fillot, habitante de Saint-Genis-Laval et membre actif de l'ASPAL, le lieu du massacre a été mis sous explosifs pour effacer toute trace. En collectant des témoignages et archives, elle cherche à révéler les identités des victimes, mais aussi à faire connaître leurs vies, leurs engagements de résistant et  montrer leurs visages : « pour qu'on pense à eux vivants, et non morts, en victime ».

## Documentaire
- Un Mur gravé de Mémoire(s), Anja Unger, 63 minutes, 2020, financement participatif[7].